# 끝내기 홈런
끝내기 홈런(walk-off home run)은 야구의 9회말이나 연장전 상황에서 공격하는 팀이 상대 팀과의 점수가 동점이거나 뒤지고 있을 때, 타자가 친 홈런이 결승 타점을 기록하며 판세를 역전시킴으로써 그 경기에서 승리함과 동시에 게임을 그대로 종료시키는 것을 말한다. 특성상 각 회차의 말 공격을 하는 팀에서만 가능하다.
영어 "walk-off home run"은 타자가 끝내기 홈런을 치면 자동으로 경기가 불꽃놀이와 함께 끝나는 상황이 되기 때문에 타자가 여유있게 홈으로 걸어 들어온다는 데에서 유래한 표현이다.
이와 같은 상황에서 꼭 홈런이 아니더라도 안타, 2루타 등으로 경기 승리를 확정지음과 동시에 그대로 경기를 종료시키는 안타, 타점을 "끝내기 안타", "끝내기 타점"이라 부르기도 한다. 여기서 끝내기 타점은 승리 타점 범주에 포함되는 개념이라 할 수 있다. 일반적인 끝내기 안타는 끝내기 점수를 얻은 후에는 후속 주자가 홈인하더라도 인정하지 않지만, 끝내기 홈런(인사이드 더 파크 홈런 제외)은 점수차에 관계없이 타자 주자를 포함한 모든 주자의 홈인이 인정된다.
- 예: 9회말 8:7로 말 공격 팀이 지고 있고 2사 만루 상황에서 타자가
  - 안타를 친 경우: 3루 주자의 홈인으로 8:8 동점, 2루 주자의 홈인으로 8:9 역전으로 경기 종료된다. 이 상황에서 1루 주자가 추가로 홈인하더라도 득점은 인정되지 않는다. 또한, 타자에게는 끝내기 점수를 기록한 주자가 진루한 루의 개수만큼의 루타수까지만 인정되는 규정에 의해 이 경우 타자는 2루타까지만 인정받을 수 있다.
  - 홈런을 친 경우: 3루 주자와 2루 주자의 홈인은 물론이고 1루 주자와 타자 주자의 홈인도 인정된다. 따라서, 이 경우 결과는 말 공격 팀의 8:11 승리로 경기가 종료된다. 또한, 타자는 4루타를 친 것으로 인정받는다.

가장 최근에 나온 끝내기 홈런은 대구 삼성 라이온즈 파크에서 열린 2025년 5월 25일 정규 리그에서 삼성 라이온즈의 르윈 디아즈가 KIA 타이거즈의 투수 조상우를 상대로 좌측 담장을 넘긴 홈런이다. 이 홈런은 선두 타자의 초구에 나온 홈런이다.
두산 베어스의 홍상삼은 대구시민운동장 야구장에서 열린 2013년 6월 7일 경기에서는 삼성 라이온즈의 채태인에게, 6월 8일 경기에서는 박한이에게 2경기 연속 끝내기 홈런을 맞으면서 KBO 리그 역대 최초로 2경기 연속 끝내기 홈런을 허용한 비운의 주인공이 되었다.
KBO 리그 통산 끝내기 홈런 1위를 기록하고 있는 선수는 이도형(6개)이다. 그 뒤로는 김태균, 이승엽, 마해영, 심정수가 5개로 공동 2위이며 송지만, 모창민이 4개로 공동 3위이다.
한 시즌에만 2번의 끝내기 홈런을 친 선수로는 2012년 SK 와이번스의 조인성, 2013년 삼성 라이온즈의 박한이가 있다.

## 한국시리즈에서 승부를 가른 끝내기 홈런
- 2002년 11월 10일에 대구 시민 운동장 야구장에서 열린 2002 프로야구 한국시리즈 6차전에서 삼성 라이온즈의 마해영이 9회말 1아웃(삼성 9:9 LG)에 타석에 들어서 1B-1S 볼 카운트에서 LG 트윈스 최원호의 3구째 바깥쪽 공을 밀어쳐서 끝내기 홈런(우월 솔로 홈런)을 기록, LG 트윈스를 이기며 삼성 팬들에 함성과 함께 창단 첫 한국시리즈 우승으로 이끌었다.
- 2009년 10월 24일에 서울 잠실 야구장에서 열린 2009 프로야구 한국시리즈 7차전에서 KIA 타이거즈의 나지완이 9회말 1아웃(KIA 5:5 SK)에 타석에 들어서 2B-2S 볼 카운트에서 SK 와이번스의 채병용의 6구째 몸쪽 높은 공을 받아쳐 끝내기 홈런(좌월 솔로 홈런)을 기록, 타이거즈를 기아 팬들에 함성과 함께 V10(해태 9회 우승, KIA 1회 우승)으로 이끌었다.

## 같이 보기
- 승리 타점
- 백투백 홈런
- 만루 홈런